# Хорхели
Хорхели (груз. ხორხელი) — село в Грузии. Находится в Ахметском муниципалитете края Кахетия. Расположено в 10 км к востоку от города Ахмета и в 12 км к северо-западу от Телави.
Высота над уровнем моря составляет 520 метров. Население — 267 человек (2014).
В советское время село Хорхели входило в Ожиойский сельсовет Ахметского района.